# Eifelgau
Der Eifelgau war ein fränkischer Gau im Gebiet der heutigen Kalkeifel.

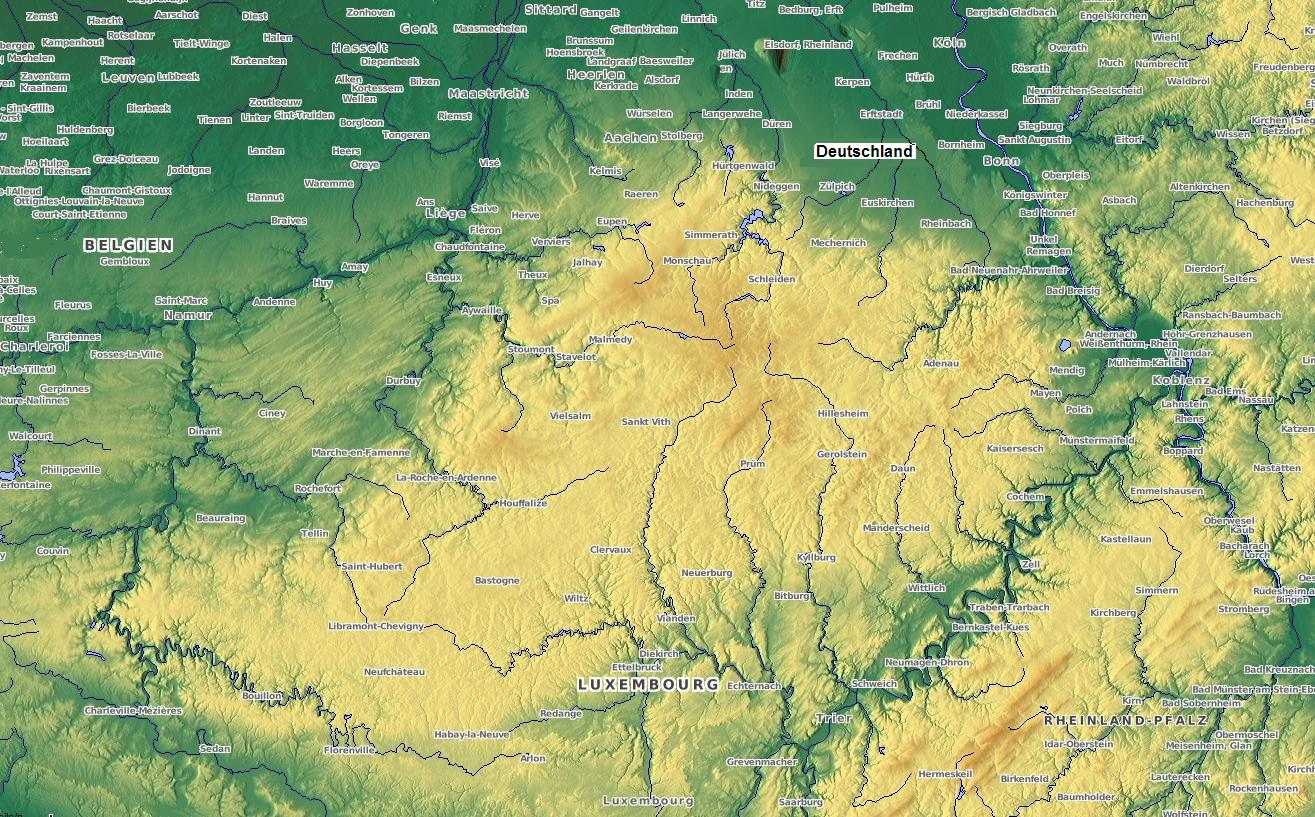
Das grenzüberschreitende Bergland der Ardennen und der Eifel, begrenzt durch Maas, Semois, Mosel, Rhein.

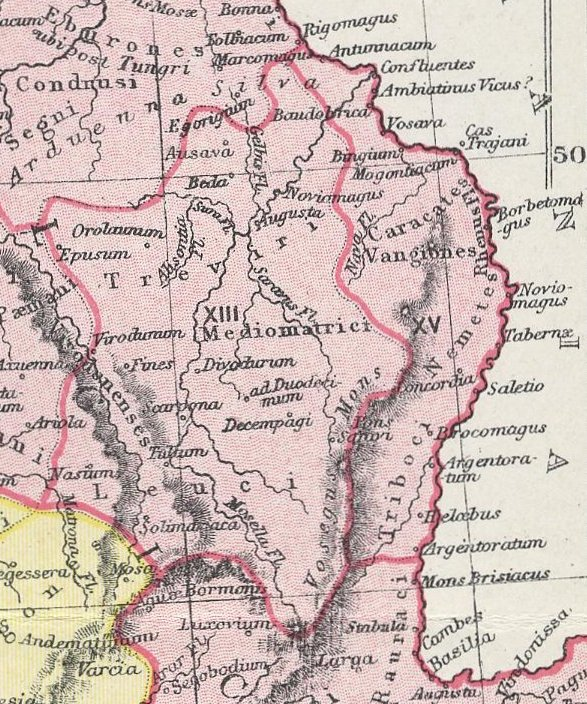
Arduenna silva zwischen Maas und Rhein um 200 n. Chr.

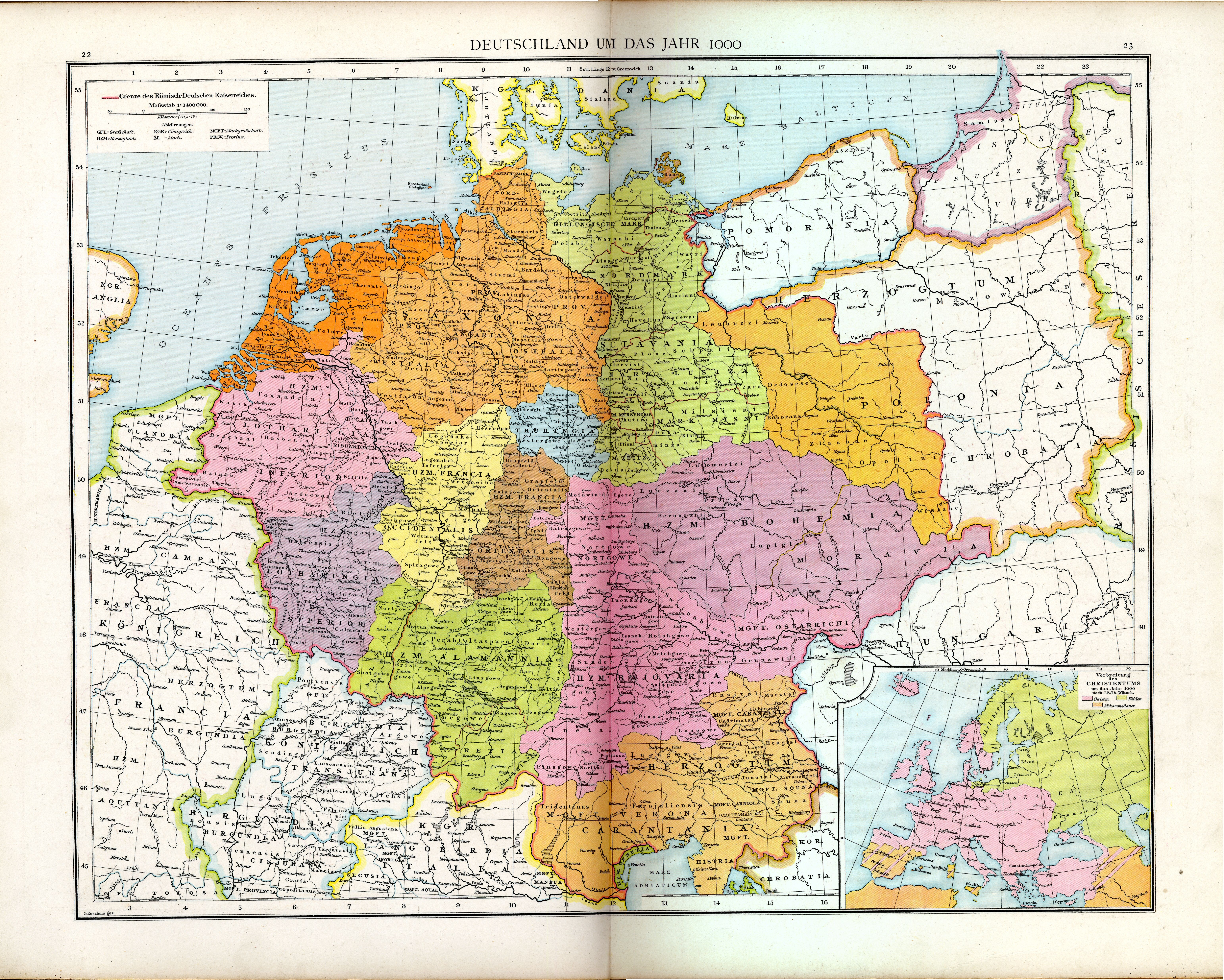
Die mittelalterlichen Gaue um 1000

## Lage und Geschichte
Der Eifelgau erhielt seinen Namen vom Eifelgebirge zwischen Rhein, Ahr, Rur, Our, Sauer und Mosel. Er umfasste die Quellgebiete von Erft, Urft, Kyll und Ahr, befand sich also vorwiegend in den nördlichen und nordwestlichen Ausläufern der Eifel. Der Gau war Teil von Niederlothringen und gehörte zu Ripuarien. Er entsprach geographisch dem „Eifeldecanat“ des „cölnischen Sprengel“.
Im 11. Jahrhundert verloren die Gaue politisch an Bedeutung.

## Gaugrafen
- Albuin († nach 898), Graf vom Eifelgau
- Erenfried († um 969), Graf vom Eifelgau
- Hermann  († 996), Graf im Eifelgau
- Ezzo († 1064),  Graf im Eifelgau
- Heinrich († um 1061), Graf im Zülpich-Eifelgau
- Theoderich († um 1086), Graf im Zülpich-Eifelgau
- Gottfried von Cappenberg († 1127)

## Orte im Eifelgau
Ahrdorf, Antweiler, Aremberg, Arloff, Baasem, Bad Münstereifel, Barweiler, Betteldorf, Bewingen, Bouderath, Buir, Dahlem, Engelgau, Frohngau, Gilsdorf, Hillesheim, Holzmülheim, Insul, Iversheim, Kerpen, Kesseling, Lammersdorf, Lessenich, Leudersdorf, Lindweiler, Lommersdorf, Marmagen, Müsch, Nettersheim, Nohn, Oberbettingen, Pesch, Prüm, Reifferscheid, Ripsdorf, Roderath, Satzvey, Schmidtheim, Schuld, Sellerich, Steffeln, Tondorf, Üxheim, Weyer, Wiesbaum und Zingsheim.

## Angrenzende Gaue
- Zülpichgau (Altkreis Euskirchen)
- Bidgau (Gebiet um Bitburg)
- Ardennengau (Gebiet um Malmedy)
- Mayenfeldgau (Osteifel)
- Ripuariergau (Rheinbach/Münstereifel)
- Ahrgau